# Much (rete televisiva)
Much (abbreviazione del nome originario MuchMusic) è un canale televisivo tematico canadese in lingua inglese posseduto da BCE attraverso la controllata Bell Media. Manda in onda programmi per adolescenti e giovani.
Debuttò con il nome di MuchMusic il 31 agosto 1984. In origine era di proprietà di CHUM e si incentrava sulla programmazione musicale, inclusi videoclip e serie originali su musicisti canadesi. Dopo l'acquisizione da parte di Bell, in seguito a tagli di bilancio e di personale, soppresse la maggior parte di tale programmazione, e il nome di MuchMusic fu abbandonato di conseguenza.